# Trumai (jezična porodica)
Trumaian, izolirana jezična porodica brazilskih Indijanaca, čiji je jedini član, istoimeno pleme i jezik Trumaí. Greenberg (1987.) klasificira ovu porodicu (prema Rivetu i Loulotki, jedna od 108) u neku nad-porodicu Equatorial. Pod utjecajem drugih plemena u području rijeke Xingu, trumai ima posuđenica iz jezika plemena Kamayurá, koji pripadaju porodici Tupian. -Danas na rezervatu Xingu park imaju 3 sela, to su: Terra Preta, Boa Esperança i Steinen.

## Vanjske poveznice
- Trumai